# ナニワズ
ナニワズ（学名：Daphne jezoensis）はジンチョウゲ科ジンチョウゲ属の落葉小低木。別名、エゾナニワズ、エゾナツボウズ（蝦夷夏坊主）。
オニシバリ Daphne pseudomezereum の亜種、カラフトナニワズ Daphne kamtschatica の変種、亜種とされる場合がある。

## 特徴
高さは50cmになり、全体に無毛で、太い枝がまばらに分枝する。葉は枝端に互生し、葉質は薄く、形は倒披針状長楕円形で長さ3-8cm、幅1-3.5cm、先端近くが幅広く、先端は円頭から鈍頭、基部は長いくさび形になり、同属のオニシバリより一まわり大きい。葉の縁は全縁で、4-7対ある側脈があり、下部のものは長く整然と伸び、葉裏はやや粉白色を帯びる。葉柄はほとんどない。オニシバリ同様、盛夏に落葉し、秋から新しい葉と翌春の花の蕾が生える。
雌雄異株。花期は4-5月、花は黄色で、枝先に束生状に多数つけ、小花柄は極めて短い。花に芳香がある。花弁にみえるのは萼裂片で、萼筒は長さ4-9mm、萼裂片は長さ4-7mmになり、ほぼ同じ長さ、先が4裂して裂片は開出する。雄蕊は8個で、萼筒の内側の上部に4個、下部に4個あり、短い花糸の先の葯は内側を向く。萼筒の底に無毛で狭長楕円形の子房が1個ある。果実は液果で、はじめ緑色で、8-9月に赤橙色に熟す。

## 分布と生育環境
日本の本州（福井県以東・福島県以北の日本海側）、北海道の山地に分布し、山林中に点々と生育する。南千島、樺太南部にも分布する。

## 和名の由来
牧野富太郎は、『新牧野日本植物圖鑑』において、「ナニワズ」は、オニシバリの長野県における方言で、長野県人が北海道において同地に生育するオニシバリに似た本種をナニワズと呼んだのが始まりといわれている、としている。
一方、『植物和名の語源』の著者の深津正は、牧野のいう長野方言説の他、オニシバリの別名であるナツボウズ（夏坊主）が転訛してナニワズとなった説を紹介し、さらに個人の解釈としながらも、難波津の歌「難波津に咲くや此の花冬ごもり  今は春べと咲くや此の花」を挙げ、「咲くや此の花」は早春に咲くウメの花であることが定説となっているが、雪深い北国の人々が、雪残る早春に咲く本種に、春到来の感慨を表した「難波津」の歌を重ねあわして、いつしかナニワズ（難波津）となったのではないかとしている。

## ギャラリー
- 雄花（3月下旬）。
- 雌花（3月下旬）。
- 新しい枝も伸び、実が緑色の頃（5月）。
- 葉が落葉し、実が赤く熟す（6月下旬）。